# باشگاه ورزشی محمدان (کلکته)
باشگاه ورزشی محمدان که معمولاً با نام محمدان شناخته می‌شود، یک باشگاه چند ورزشی هندی است که در کلکته، بنگال غربی مستقر است. این باشگاه بیشتر به خاطر بخش فوتبال حرفه‌ای مردان خود که در سوپر لیگ هند، و همچنین لیگ فوتبال کلکته (سی‌اف‌ال)، قدیمی‌ترین لیگ فوتبال در آسیا، رقابت می‌کند، شناخته می‌شود. این باشگاه که در فوریه ۱۸۹۱ تأسیس شد، یکی از قدیمی‌ترین باشگاه‌های فوتبال فعال در کشور است. محمدان اولین باشگاه هندی است که جام دوراند را برنده شده است، همچنین اولین باشگاه هندی است که در یک تورنمنت خارجی برنده شده است.
این باشگاه قبل از صعود به لیگ برتر سی‌اف‌ال در سال ۱۹۳۳، به اتحادیه فوتبال هند پیوست تا در دسته دوم سی‌اف‌ال بازی کند و یک سال بعد، محمدان اولین تیم هندی بود که قهرمان لیگ شد و در سال ۱۹۳۸ اولین تیمی بود که پنج بار متوالی این عنوان را کسب کرد. پس از استقلال هند، محمدان با قهرمانی در جام طلایی آقاخان در سال ۱۹۶۰، اولین باشگاه هندی بود که در یک تورنمنت فوتبال در خاک خارجی قهرمان شد. در سال ۱۹۹۶، این باشگاه یکی از اعضای بنیانگذار اولین لیگ سراسری هند - لیگ ملی فوتبال (ان‌اف‌ال) - بود. با وجود تمام افتخاراتش، محمدان هرگز در هیچ لیگ سطح بالایی قهرمان نشده است، تنها توانست در دسته دوم ان‌اف‌ال فصل ۰۵–۲۰۰۴ پیروز شود تا به ان‌اف‌ال راه یابد و در مسابقات مقدماتی آی‌لیگ ۲۰۲۰ نیز به آی‌لیگ راه یابد که در آن زمان لیگ سطح اول هند بود. آنها دو بار در سال‌های ۸۴–۱۹۸۳ و ۸۵–۱۹۸۴ جام فدراسیون را از آن خود کرده‌اند.
باشگاه محمدان که در سال‌های اولیه جنبش استقلال هند تأسیس شد، در طول دوره پرآشوب مبارزه برای آزادی در بنگال استعماری و مبارزه بعدی برای جایگاه در چشم‌انداز تغییر یافته پس از تقسیم هند، نمادی از هویت مترقی مسلمانان بوده است. بنابراین، این باشگاه در درجه اول توسط جمعیت مسلمانان بنگال حمایت می‌شود و با گسترش این ورزش به جمعیت قابل توجهی در طول روزهای تأسیس خود، حمایت عمده‌ای از جامعه ساکن در کلکته ارائه داده است. این امر منجر به رقابت فرقه‌ای با رقبای شهری خود - بنگال شرقی و موهون باگان - شد که در دهه‌های اولیه عمدتاً توسط جمعیت هندو بنگال حمایت می‌شدند. رقابت با هر دو تیم به دلیل نادر بودن رویارویی آنها در مسابقات بزرگ، در طول زمان غیر فرقه‌ای و عمدتاً ناچیز شده است. تیم جوانان این باشگاه در جام برتر منچستر یونایتد هند شرکت کرد.